# 星夢情深
是一部2018年美國歌舞愛情劇情片，由畢列·谷巴擔任製片和執導（亦是其導演處女作），並跟艾瑞克·羅斯和威爾·菲特斯（Will Fetters）共同撰寫劇本。
此電影是1937年《星海浮沉錄》的第四個重製版，由布萊德利·庫柏、Lady Gaga、安德魯·戴斯·克萊、戴夫·查普爾及山姆·埃利奧特主演。劇情講述一名酗酒的音樂人遇到一名年輕的歌手並愛上對方。此電影之前的三個版本為：1937年原版、1954年茱蒂嘉蘭版本及1976年芭芭拉史翠珊版本。
重拍電影的討論始於2011年，奇連·伊士活直接執導，而碧昂絲將會參演。這部電影多年來一直處於開發狀態，不同演員接洽共同出演，包括基斯頓·比爾、里安納度·狄卡比奧、韋·史密夫及湯·告魯斯。2016年3月，畢列·谷巴簽約執導及演出，而Lady Gaga於2016年8月加入。主體拍攝於2017年4月的科切拉音樂節開始。
電影於2018年8月31日的第75屆威尼斯影展上進行全球首映禮，並於2018年10月5日由華納兄弟發布於美國院線上映。這部電影在全球票房收入為4.34億美元並獲得好評，當中讚揚了畢列·谷巴、Lady Gaga及山姆·埃利奧特的表現及谷巴的執導方向、劇本、攝影以及音樂方面獲得讚賞。電影被《第90屆國家評論協會獎》及《美國電影學會》選為2018年十大電影之一。電影獲得不同的獎項提名，包括在《第76屆金球獎》中最佳戲劇類影片等5項提名，最後以Lady Gaga的歌曲《淺灘》贏得最佳原創歌曲獎。此外，電影獲第91屆奧斯卡金像獎8項提名，包括最佳電影、最佳男主角、最佳女主角、最佳男配角等，並贏得最佳原創歌曲。

## 劇情
劇情講述著名的鄉村音樂歌手積遜·梅恩（布萊德利·庫柏 飾）跟他的經紀人—與他同父異母的哥哥波比·梅恩（山姆·埃利奧特 飾）正於加利福尼亞州舉行一場演唱會，積遜私底下一直受著耳鳴的煎熬，使他染上酗酒和毒癮。在演唱會結束後，積遜來到一家酒吧，並在那裡目睹一名女侍應兼唱作歌手艾莉·坎帕納（女神卡卡 飾）的表演。積遜對艾莉的演出讚歎不已，二人整晚都在交流，艾莉還向他透露自己在追求音樂事業上遇到的麻煩事。
積遜邀請艾莉到他的下一場演唱會，儘管她最初拒絕加入，然而在積遜的力邀下，結果她到演唱會跟他一起表演。積遜邀請艾莉跟他一起巡演，二人即後發展成一段浪漫的關係。在亞利桑那州那次的巡迴演出，積遜帶艾莉到訪他長大及其父親下葬的農場，卻驚覺其兄長把那片土地賣掉了。積遜對其兄長的背叛感到憤怒，他揮拳打向波比，隨後並徹回其經理人的職務。在此之前，波比透露指自己確實曾告訴過積遜有關此事，但他當時爛醉如泥，根本沒聽進去。在巡演期間，艾莉遇到唱片製作人雷茲·葛倫（拉斐·加弗隆 飾），對方更提出跟她簽約的機會。雖然演出明顯地受到打擾，但積遜支持她的決定。雷茲把艾莉的音樂風格從鄉村音樂重新轉向流行音樂。在艾莉的首場演出上，積遜因在公眾場合醉倒而錯過了；及後他在朋友喬治·「麵條」·史東（戴夫·查普爾 飾）的家醒過來，並在早餐的時候以一個由結他弦製成的即興戒指來求婚，二人並於同日結婚。
在艾莉出席《週六夜現場》的表演時，波比跟積遜和解。當積遜得知艾莉獲《格萊美獎》的三項提名時，他酒醉地說出對艾莉於新形象及音樂上的不滿，二人更為此吵架。在《格萊美獎》頒獎禮上，明顯地醉酒的積遜為羅伊·奧比森致敬而演出，而艾莉獲得《格林美獎最佳新人獎》，當她上台接受獎項時，醉醺醺的積遜尾隨著她到台上，並當眾因尿失禁而出洋相，然後就昏倒了。艾莉的父親洛倫佐斥責積遜，而艾莉幫助他清醒過來。不久後，積遜參加了復康計劃。
大約兩個月後，積遜在復康計劃中得到恢復，他向其律師透露自己在13歲時試圖自殺。他還提到他有耳鳴，而情況一直在惡化。他淚流滿面地向艾莉為自己的行為道歉，然後二人回家了。艾莉希望能在歐洲的巡演中帶著積遜，然而雷茲拒絕，這促使艾莉取消巡迴演出的其餘部分，以便她可以照顧積遜。雷茲後來與積遜對質，指責他把艾莉的事業拖垮。當晚，艾莉向積遜謊稱指她的唱片公司取消了她的巡演，所以她可以專注於她的第二張專輯。積遜承諾指他當晚將會出席她的演唱會，但在艾莉出門後，他在車房裡自縊身亡。
積遜去世後，艾莉傷心欲絕。波比探訪她，說積遜的死是他自己犯的錯，而不是她的錯。在積遜的致敬音樂會上，艾莉為積遜編寫但從未演唱過的歌曲演唱，並自稱艾莉·梅恩（Ally Maine）。

## 演員
- 布萊德利·庫柏 飾 傑克遜·梅恩（Jackson Maine），是一位知名的鄉村搖滾創作歌手及酗酒吸毒者。
- 女神卡卡 飾 艾莉·坎帕納（Ally Campano），夜店的表演者兼唱作人，婚後成為艾莉·梅恩。
- 山姆·埃利奧特 飾 波比·梅恩[1]，積遜的同父異母兄長兼經紀人。
- 戴夫·查普爾 飾 喬治·「麵條」·史東[7]，積遜的好友，他是一名退休的音樂人。
- 安德魯·戴斯·克萊（英语：Andrew Dice Clay） 飾 洛倫佐·坎帕納[1]，艾莉的父親。
- 安東尼·拉莫斯（英语：Anthony Ramos (actor)） 飾 拉蒙，艾莉的朋友。
- 麥可·夏尼（英语：Michael Harney） 飾 沃爾夫，洛倫佐·坎帕納的朋友，豪華轎車司機。
- 拉斐·加弗隆 飾 雷茲·葛倫，音樂製作人及艾莉的經紀人，為了艾莉的事業與積遜對質，並間接導致他的自殺。
- 蕾貝卡·費爾德（英语：Rebecca Field） 飾 吉兒。
- 盧卡斯·尼爾森與承諾樂團（英语：Lukas Nelson & Promise of the Real） 飾 積遜的樂隊。
- 香格拉·拉基法·瓦德利（英语：Shangela Laquifa Wadley） 飾 主持人。
- 威廉·貝利（英语：Willam Belli） 飾 安姆洛德。

## 製作

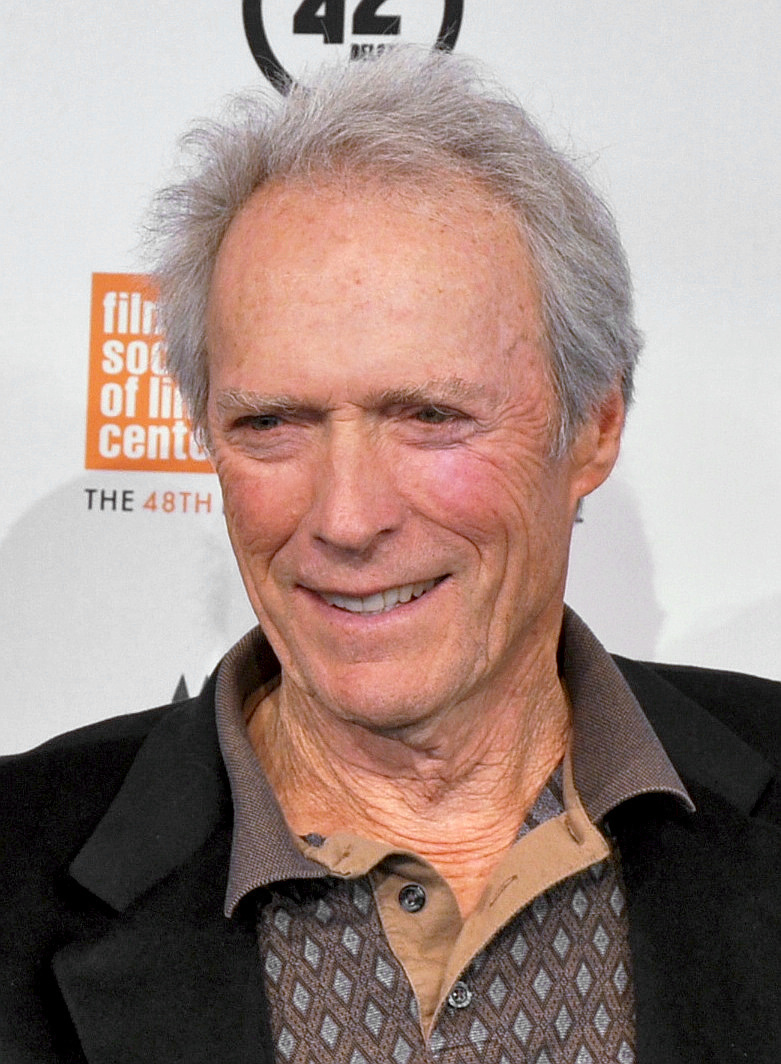
奇連·伊士活最初計劃為電影執導。

2011年1月，據宣布奇連·伊士活正在洽談第三度翻拍1937年的電影《星海浮沉錄》，並找來碧昂絲飾演女主角，不過後來因碧昂絲懷孕而導致計畫延期。2012年4月，編劇威爾·菲特斯告訴網站Collider，指劇本靈感是來自科特·柯本。團隊陸續跟基斯頓·比爾、李奧納多·狄卡皮歐、湯·告魯斯、尊尼·特普及韋·史密夫洽談演出男主角，但始終不果。2012年10月9日，碧昂絲退出拍攝計畫，並且有報導指畢列·谷巴正洽談演出。女主角方面，奇連·伊士活有意找來愛絲佩藍薩·斯伯汀飾演。
2015年3月24日，華納兄弟宣布畢列·谷巴正在與電影進行最後一次談判，以作其電影的首次亮相，並且有可能跟碧昂絲一起演出，碧昂絲再度參與討論，谷巴最終成為電影男主角。2016年8月16日，據報導指Lady Gaga已正式落實參演，而工作室已為該項目亮起綠燈，並於2017年初開始製作。
2016年11月9日，有報導指雷·李歐塔正商談加入參演谷巴的經理人之角色，儘管他最終沒有參與其中。2017年3月17日，山姆·埃利奧特加入劇組，安德魯於飾演Lady Gaga角色之父親洛倫佐·坎帕納，此角色的其他人選分別為羅拔·迪尼路、約翰·特托羅及尊·特拉華達。2017年4月，拉斐·加弗隆、米高·哈尼及麗貝卡·費爾德也加入參演。

### 拍攝
主體拍攝在2017年4月17日開始。同年5月，戴夫·查普爾為角色試演。2018年4月，電影公司宣布歌手海爾希將會演出一個小角色。

### 音樂
電影中飾演積遜的布萊德利·庫柏在看過盧卡斯·尼爾森（鄉村音樂歌手威利·尼爾森之子）於沙漠之旅音樂節的表演，隨後他接觸盧卡斯·尼爾森，並請他幫忙為這部電影製作音樂。盧卡斯·尼爾森同意並寫了幾首歌，並把那些歌曲傳給製片人。尼爾森隨後遇見Lady Gaga並開始跟她一起創作歌曲，而她又在對方的2017年同名專輯中的兩首歌提供了伴唱。
電影的原聲專輯由Lady Gaga及布萊德利·庫柏錄製，原聲專輯於2018年10月5日由新視鏡唱片推出。該工作室宣布該專輯「包括19首各種音樂風格的歌曲+15首對話的曲目，這將帶領您踏上置身電影的體驗。」

## 發行

### 上映
電影原訂於2018年5月18日於美國發布，2018年9月28日上映，最後延遲至2018年10月5日上映。
在上映前，電影於2018年8月31日在《第75屆威尼斯影展》上作全球首映，電影亦在《多倫多國際影展》以及2018年9月的《聖塞瓦斯蒂安國際電影節》和《蘇黎世電影節》上放映。從2018年12月7日起，電影在美國及加拿大的IMAX影院進行有限上映。華納兄弟的國內分銷總裁傑夫·戈德斯坦（Jeff Goldstein）說：「在這個具競爭性的假日IMAX優質影院中，導演谷巴在所提供的電影的質量以及觀眾對這個故事的熱情確保電影在發布十週後維持，我們很高興能夠讓電影觀眾有機會能再次看到《星夢情深》，或是這樣以IMAX的方式第一次體驗。」

### 家庭影院
華納兄弟宣布，電影將於2019年1月15日透過零售商進行數碼下載，隨後會於2月19日發行藍光影碟、DVD及4K超高清藍光影碟。家庭影碟的發布將包括谷巴及Gaga的10分鐘從未曝光的音樂表演，以及合唱的部分。一個名為《明星之路：製作星夢情深》也將會跟隨原聲碟中歌曲的音樂錄影一同推出。4K超高清藍光影碟格式將會有杜比高動態視頻及杜比全景聲的聲音，該聲音經過重新混合和量身定制，專為家庭環境觀看而設。

## 反響

### 票房
截至2019年4月14日，電影在美國和加拿大的票房收入為2.15億美元，其他地區的收入為2.18億美元，全球總票房為4.34億美元，對比其生產預算的3,600萬至4,000萬美元。
在美國和加拿大，電影於周二及周三晚上的首映票房收入為$135萬美元，上映首天的收入為$1,580萬美元，當中包括周四晚上預覽的$320萬美元。它在首個上映周末賺得$4,290萬美元，在票房排名第二，僅次於同期新片《毒魔》。電影第二、第三及第四個周末仍維持在第二位，總計票房分別為2,800萬、1,930萬及1,410萬美元。在電影發布第10個週末，該片獲得《金球獎》5項提名之後，電影賺得$250萬美元的收入，比前一周增加了38％，當中包括來自IMAX有限上映的$80萬美元。在電影發布的第17週，隨著電影獲得《奧斯卡獎》的8項提名後，它被重新新增到另外777間電影院（總計1,192間），並賺得$130萬美元，較前一個周末增加了107%。
在北美以外的地區，電影在美國及其他的31個國家發布，並在開畫周末賺得1,420萬美元，其中最大的市場分別為：英國（530萬美元）、法國（210萬美元）及德國（190萬美元）。
台灣方面，首週六天票房為新台幣3523萬元；次週票房累計至新台幣8109萬元；第三週票房累計至新台幣1.15億元；第四週票房累計至新台幣1.37億元；第五週票房累計至新台幣1.5億元；第六週票房累計至新台幣1.57億元；最終全台票房為新台幣1.64億元。
| 上一届： 《猛毒》 | 2018年台北週末票房冠軍 第42-43週 | 下一届： 《潛艦獵殺令》 |
| 上一届： 《無雙》 | 2018年香港一週票房冠軍 第43週    | 下一届： 《潛艦滅殺令》 |

### 評價
在匯總媒體《爛番茄》網站上，電影根據473條評論，持有89%的新鮮度，平均得分為8.04／10，該網站的關鍵共識寫道：「電影擁有引人入勝的線索，靈巧的取向，和一個影響力的愛情故事，《星夢情深》這個重製拍得很對 — 並且提醒著人們指有些故事在覆述中同樣有力量。」在《Metacritic》上，電影根據60個評論，平均得分為88/100，表示「普遍讚譽」。據《CinemaScore》調查，觀眾在A+至F的評價中給予「A」，而《PostTrak》報導指電影觀眾給予90％的正評。
2022年，《IndieWire》列出40部最佳悲傷電影名冊裡，本片榜上有名。

## 外部連結
- 官方网站
- 互联网电影数据库（IMDb）上《星夢情深》的资料（英文）
- Box Office Mojo上《星夢情深》的資料（英文）
- 爛番茄上《星夢情深》的資料（英文）
- AllMovie上《星夢情深》的资料（英文）
- Metacritic上《星夢情深》的資料（英文）
- 開眼電影網上《星夢情深》的資料（繁體中文）
- Yahoo奇摩電影上《星夢情深》的資料（繁體中文）
- 雅虎香港電影上《星夢情深》的資料（繁體中文）
- 时光网上《星夢情深》的資料（简体中文）
- 豆瓣电影上《星夢情深》的資料 （简体中文）